# Guerre lazique
Guerres perso-byzantines
Batailles
- Amida (502-503)

Guerre d'Ibérie
- Thannuris (528)
- Dara (530)
- Satala (530)
- Callinicum (531)

Guerre lazique
- Phasis (555-556)

Guerre pour le Caucase
- Constantine (582)
- Solachon (586)
- Martyropolis (588)

Guerre de 602 - 628
- Antioche (613)
- Césarée (614)
- Jérusalem (614)
- Égypte (618-621)
- Sarus (625)
- Constantinople (626)
- Tbilissi (627-628)
- Ninive (627)

La guerre lazique (aussi appelée Grande Guerre d’Egris idi Omi ou Guerre colchique dans l’historiographie de la Géorgie), opposa les empires byzantin et sassanide pour le contrôle de la région de la Lazique (ou Egrisi) correspondant actuellement à l’ouest de la Géorgie. La guerre lazique dura une vingtaine d’années entre 541 et 562, ponctuées par des retournements de situation, pour finalement s’achever sur un statu quo territorial,. Les Sassanides acceptèrent de renoncer au royaume du Lazique en échange du versement d'un tribut annuel par les Byzantins. La guerre lazique a été racontée en détail dans les ouvrages de Procope de Césarée et Agathias le Scolastique.

## Contexte
La Lazique, située sur les rives de la Mer Noire avait une importance stratégique pour les deux empires, permettant de contrôler les accès menant au Caucase, et pour les Byzantins, elle permettait de bloquer l’avancée perse en Ibérie vers les côtes de la Mer Noire.
L’empire perse sassanide avait reconnu la région de la Lazique (Egrisi) comme partie de l’Empire byzantin lors du traité de « Paix éternelle » de 532. Cependant, les efforts byzantins d’y établir leur administration furent la cause d’un premier soulèvement en 541. En 541, en réponse à une demande du roi des Lazes, Gubazès II, le roi perse Khosro Ier dirigea ses forces vers la Lazique et captura la principale place forte byzantine sur la Mer Noire, Petra et établit son protectorat sur le pays. À l'automne, Khosro Ier repartit cependant en Perse, ayant appris que Bélisaire avait repris l'offensive en Mésopotamie et était entré en Perse.
Par ailleurs, les tentatives du shah d'établir son contrôle sur le Lazique, conjugué au zèle des prêtres zoroastriens causèrent le mécontentement des populations chrétiennes de la Lazique et la révolte du roi Gubazès en 548. Gubazès II demanda cette fois l’appui de Justinien Ier et scella une alliance avec les peuples Alains et Sabires.

## Déroulement des hostilités
Justinien envoya 7 000 soldats romains et 1 000 auxiliaires Zani (Sanni, apparentés aux Lazes) commandés par Dagisthée, pour reprendre la forteresse de Petra. Des renforts perses de Mihr-Mihroe disposèrent du peu de forces byzantines gardant les passes montagneuses et rompirent le siège de Petra, ce qui entraîna le remplacement de Dagisthée par Bessas à la tête des forces byzantines.
Mihr-Mihroe plaça 3 000 hommes en garnison dans la forteresse et marcha vers l’Arménie laissant 5 000 de ses soldats piller la Lazique. Ces derniers furent défaits par Dagisthée sur les rives de la rivière Rioni en 549. 
L’offensive perse qui suivit ne fut pas plus couronnée de succès, le commandant perse Khorianes étant tué lors d’une bataille décisive sur la rivière Hippis (de nos jours Tskhenistskali). Le commandant byzantin Bessas réprima une révolte pro-perse avec la tribu Abkhazes puis s’empara de Petra et défit Mihr-Mihroe à Archaeopolis en 551. Toutefois, ce dernier réussit à s’emparer de la ville de Kutatisi et de la forteresse de Uchimerion verrouillant les accès au Caucase. À l’été 555, il gagna une victoire d'envergure à Telephis contre les forces byzantines commandées par Bessas, Martin et Rusticus, puis força le retrait des forces byzantino-lazes vers Nesos. 
Après la mort de Mihr-Mihroe, Nachoragan fut promu commandant-en-chef en 555. Il repoussa l’attaque byzantine à Onoguris et réussit à expulser l’ennemi hors d’Archaeopolis, une ville que Mihr-Mihroe avait essayé de prendre par deux fois, sans succès. Ces défaites causèrent des dissensions entre les généraux lazes et byzantins. 
Gubazès se plaignit alors auprès de l’empereur Justinien des différents commandants byzantins. Bessas fut rappelé à Byzance, mais Rusticus et son frère Jean assassinèrent entre-temps Gubazès. 
Les Lazes demandèrent à l’Empereur de nommer Tzath II, le jeune frère de Gubazès,  comme nouveau roi. Par ailleurs, le sénateur Athanase fut chargé de l’enquête sur l’assassinat de Gubazès. Après une nouvelle plainte des Lazes, Rusticus et Jean furent arrêtés, jugés et condamnés à la peine capitale. 
En 556, les opérations militaires furent favorables aux forces byzantino-lazes. Les alliés réinvestirent Archaeopolis et mirent en déroute les forces du général Nachoragan lors de son attaque avortée de Phasis. Durant l’hiver de la même année, les Byzantins matèrent une rébellion de la tribu montagnarde des Misimiens, et chassèrent définitivement les Perses du pays.

## Conséquences
La trêve de 557 mit fin aux hostilités et fut suivie par le Traité de paix de Dara en 562, dont la durée fut fixée à 50 ans. Par celui, les Sassanides renoncèrent au royaume du Lazique, ce qui constitue un succès pour les Byzantins. Khosro Ier reconnut la Lazique en tant qu’État vassal de Byzance, permettant à celle-ci de conserver une importante zone d'influence en Arménie et dans le Caucase. En échange, les Byzantins s'engagèrent à payer un tribut annuel de 30 000 solidus aux Sassanides, dont les sept premières années payables immédiatement.
La frontière restait inchangée en Mésopotamie et en Arménie. Les deux parties s'engagèrent à ne pas construire de nouvelles forteresses. Par ailleurs, les marchands byzantins et perses furent autorisés à commercer, mais uniquement dans les villes dotées de droits de douane (Callinicum, Nisibe et Duin).